# Anna Larsson
Pour les articles homonymes, voir Larsson.
Anna « Nora-Anna » Larsson (née le 2 janvier 1922 et morte le 14 juin 2003) est une athlète suédoise, spécialiste du 800 mètres, ancienne détentrice du record du monde.

## Biographie
Anna Larsson améliore trois fois consécutivement le record du monde du 800 mètres en établissant les temps de 2 min 15 s 9 le 28 août 1944 à Stockholm, 2 min 14 s 8 le 19 août 1945 à Helsingborg, et 2 min 13 s 8 le 30 août 1945, de nouveau à Stockholm.
Elle améliore également, le 5 septembre 1945 à l'Olympic Stadium de Stockholm, le record du monde du 880 yards, en 2 min 15 s 8.

## Records
| Épreuve | Performance  | Lieu      | Date         |
| ------- | ------------ | --------- | ------------ |
| 800 m   | 2 min 13 s 8 | Stockholm | 30 août 1945 |